# Guido von Usedom (Admiral)

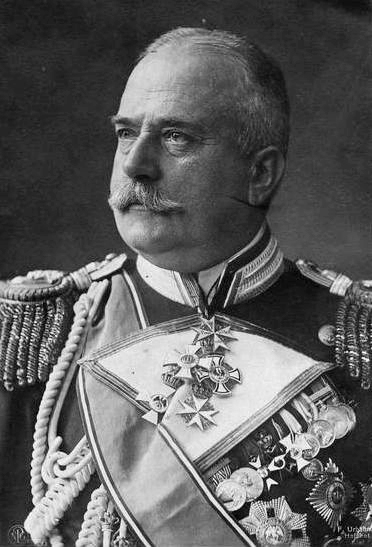
Guido von Usedom

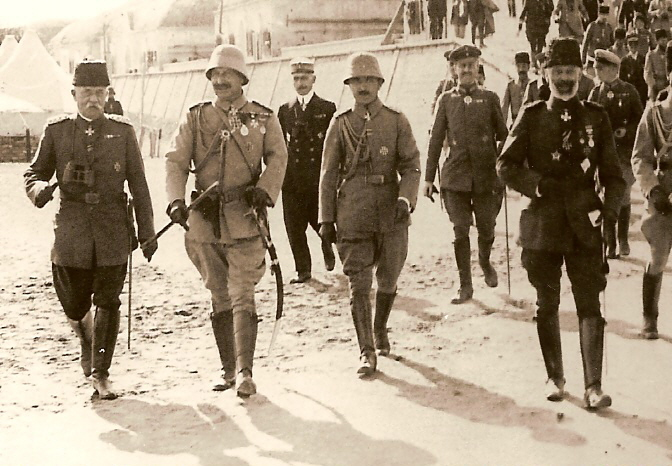
Usedom (ganz links) als Admiral in türkischer Uniform begleitet Kaiser Wilhelm II. und Enver Pascha über das Schlachtfeld von Gallipoli. Ganz rechts der Delegierte des Flottenkommandos und Kommandant allen schwimmenden Materials in Çanakkale, Vizeadmiral Johannes Merten.

Guido von Usedom (* 2. Oktober 1854 in Quanditten (Ostpreußen), einem heute untergegangenen Ort im Rajon Selenogradsk; † 24. Februar 1925 in Schwerin) war ein deutscher Admiral im Ersten Weltkrieg.

## Leben

### Frühe Jahre

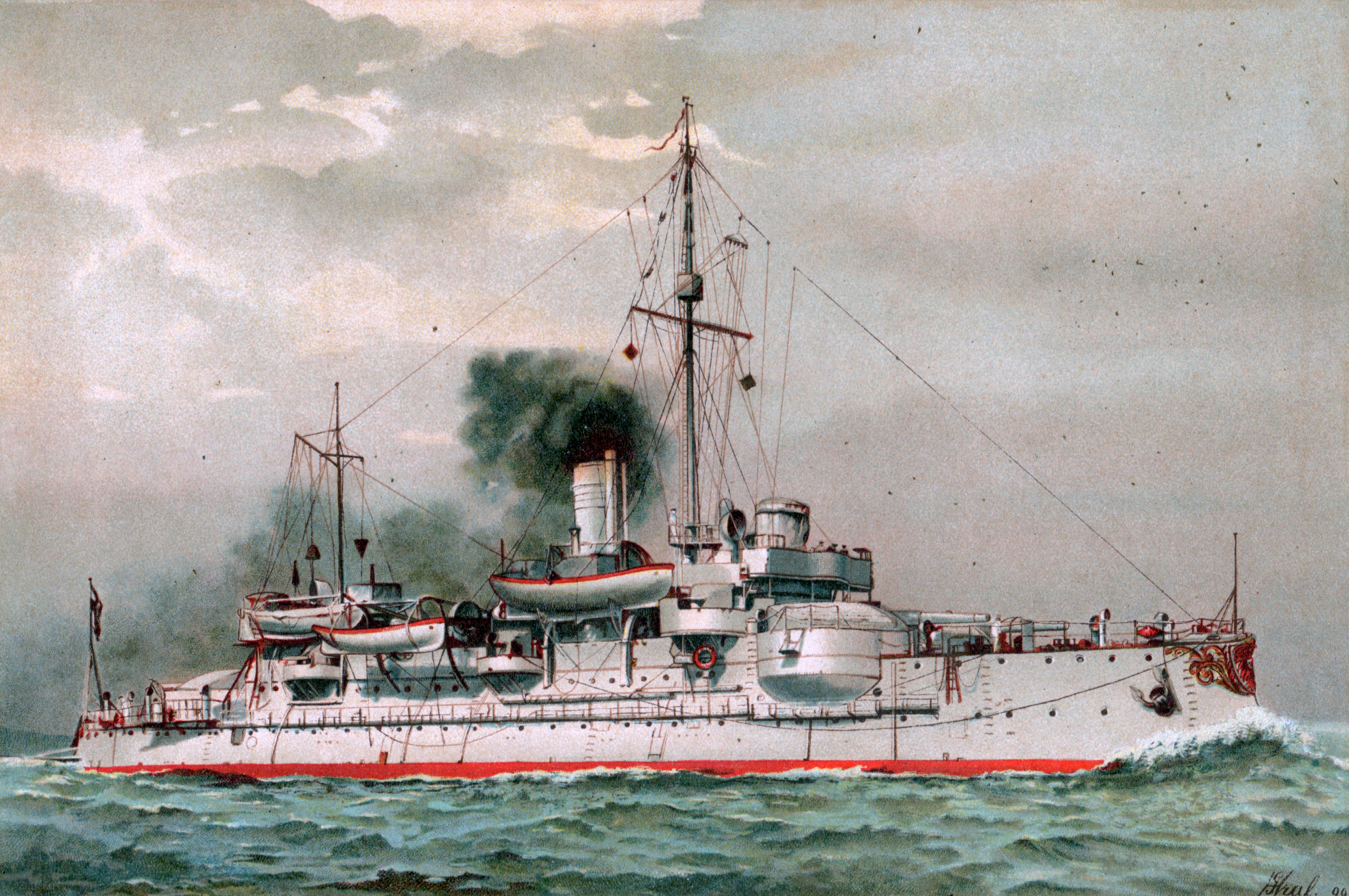
Küstenpanzerschiff Hagen

Guido stammte aus dem pommerschen Adelsgeschlecht Usedom und gehörte zum genealogischen Zweig Teetzitz, welcher mit dem Kapitän (Hauptmann) Hans Jürgen von Usedom (1750–1810) ursprünglich noch Grundbesitz auf Rügen nachwies. Dessen gleichnamiger Sohn Hans Jürgen jun. von Usedom (1778–1848) erwarb dann mit Quanditten ein Gut in Ostpreußen, im Kreis Fischhausen. Guido von Usedom war der Sohn des Leutnants im Kürassier-Regiment „Königin“ (Pommersches) Nr. 2 Kuno von Usedom (1804–1855) auf Gut Quanditten und dessen zweiter Ehefrau Louise Schleiter (1828–1890) aus Braunschweig. Er trat am 31. Mai 1871 in die Kaiserliche Marine ein. Nach seiner Ausbildung und ersten Borderfahrungen wurden ihm erste Kommandos übertragen. Von 1886 bis 1890 diente er als Adjutant Prinz Heinrichs von Preußen.
Im Oktober 1895 bekam Usedom als Korvettenkapitän bis zum Ende des Jahres das Kommando über den Aviso Pfeil, ab März 1896 folgte für ein halbes Jahr das Kommando über den Aviso Jagd. Von September 1896 bis Juli 1898 war er Kommandant des Küstenpanzerschiffs Hagen und wurde in dieser Zeit zum Korvettenkapitän mit Oberstleutnantrang befördert. Anschließend wurde er Kommandant des gerade in Dienst gestellten Großen Kreuzers Hertha, auf dem er zum Fregattenkapitän ernannt und zum Kapitän zur See (18. September 1899) befördert wurde.

### Einsatz beim Boxeraufstand

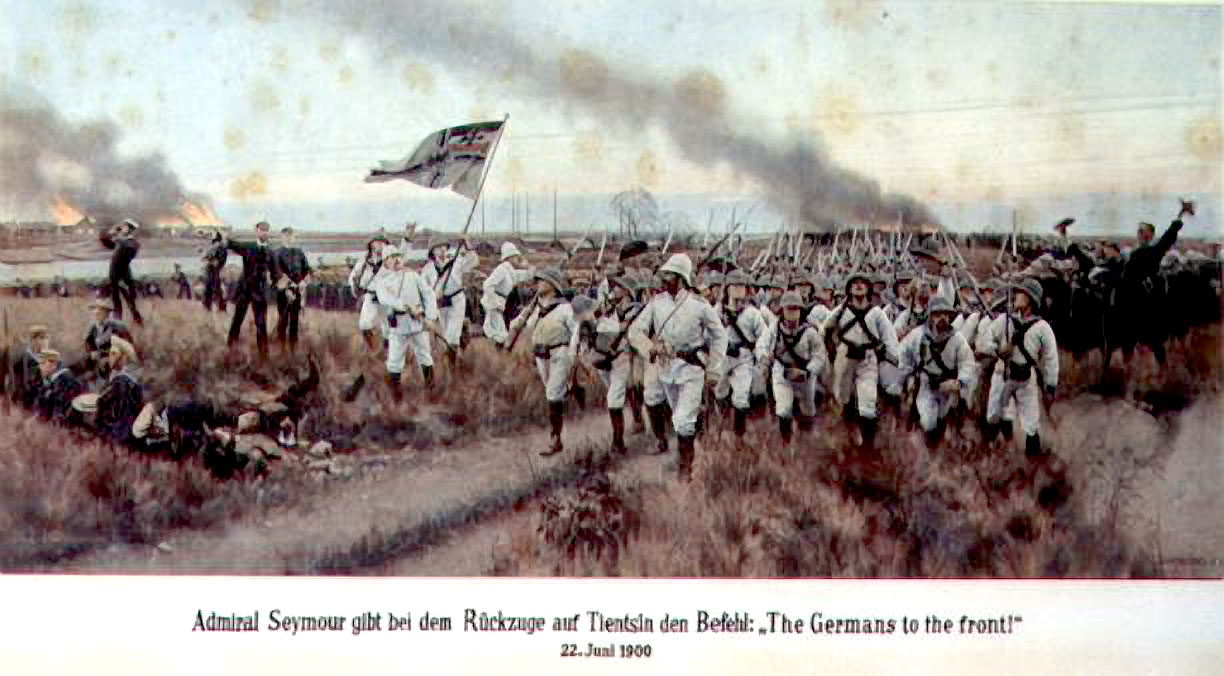
Das deutsche Expeditionskorps unter Usedoms Führung

Mit der Hertha war Usedom im Mittelmeer und in Ostasien eingesetzt. Bei Beginn des Boxeraufstands befahl der Befehlshaber des Ostasiengeschwaders, Vizeadmiral Felix von Bendemann, aus den Besatzungen aller deutschen Kreuzer Landungskorps zu bilden, um sich am Schutz der europäischen Gesandtschaften in Peking zu beteiligen. Usedom wurde der Führer des gesamten deutschen Expeditionskorps aus etwa 500 Mann, das dem britischen Befehlshaber der beteiligten ausländischen Streitkräfte vor Ort, Vizeadmiral Seymour, unterstellt war. Usedom war zugleich dessen Chef des Stabes.
Am 10. Juni 1900 verließ das gesamte Expeditionskorps Tanggu im Eisenbahntransport in Richtung Peking. Der Vormarsch wurde durch chinesische Truppen und Aufständische unterbunden, so dass sich das Expeditionskorps auf dem Landweg zurückziehen musste. Dabei wurde der Kommandeur des britischen Landungskorps, Captain Jellicoe, der spätere Befehlshaber der Grand Fleet in der Skagerrakschlacht, verwundet. In dieser bedrängten Lage forderte Seymour den Einsatz der deutschen Truppen unter Usedom an und soll dabei den historischen Satz „The Germans to the Front“ gesprochen haben.
Aufgrund seiner Erfahrungen mit dem Landungskorps wurde Usedom im September 1900 von der Führung der Hertha entbunden und dem Stab des Oberkommandierenden der verbündeten Truppen in China zugeteilt, das die Beendigung des Aufstands durchsetzte. Parallel zu dieser Aufgabe war er formal bereits mit dem 21. Juli 1900 zum Flügeladjutanten des Kaisers ernannt worden. Für seine Leistungen in China wurde Usedom am 5. April 1902 mit dem Orden Pour le Mérite ausgezeichnet.

### Zeit vor dem Ersten Weltkrieg

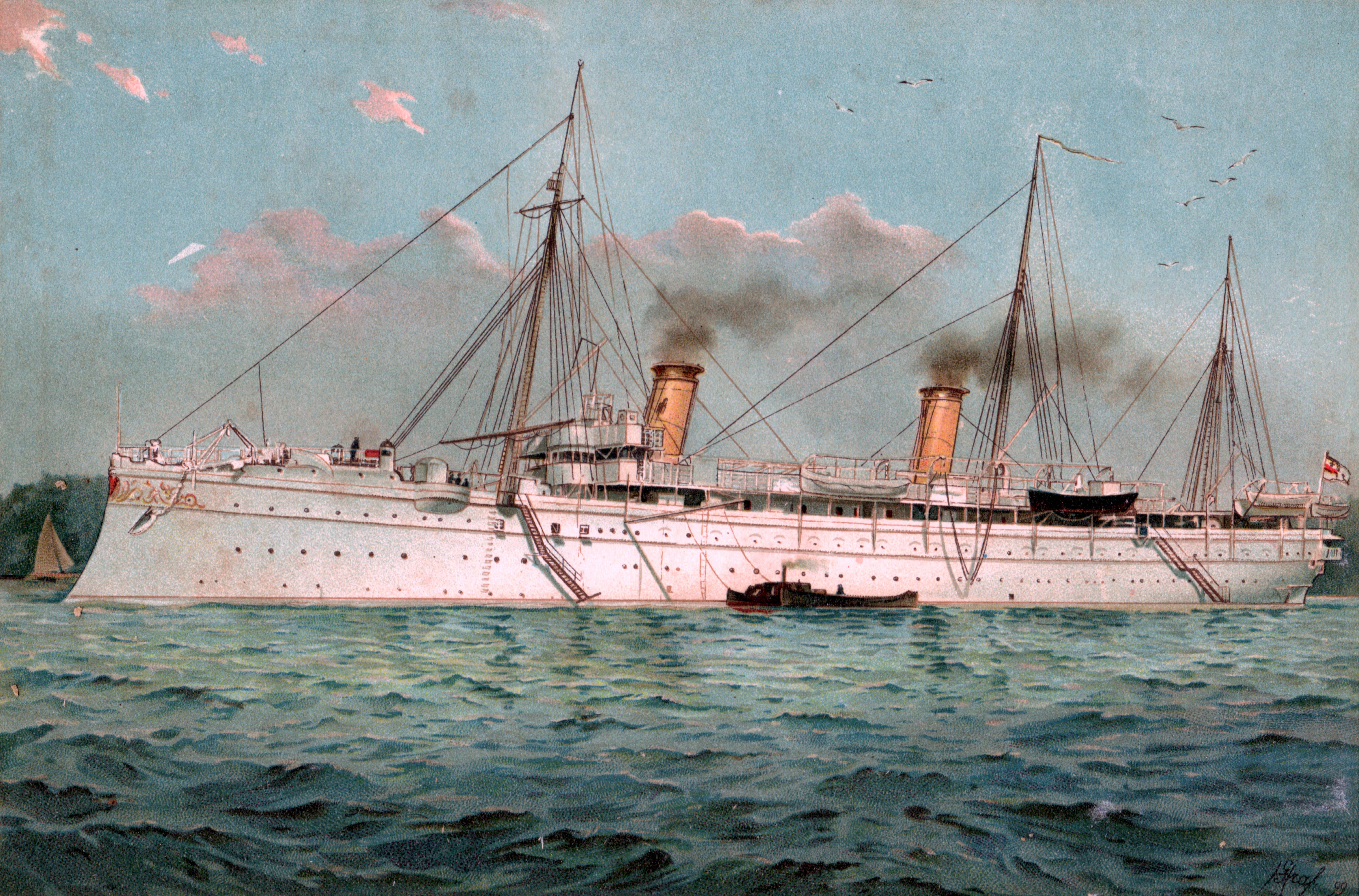
Jacht Hohenzollern

Im August 1902 übernahm Usedom das Kommando über die kaiserliche Yacht Hohenzollern, das er bis Oktober 1904 innehatte. Im Anschluss wurde er Inspekteur der I. Marine-Inspektion und in dieser Funktion am 14. März 1905 zum Konteradmiral befördert. Parallel dazu war er ab September 1905 Vertreter des Oberwerftdirektors und ab Januar 1906 Oberwerftdirektor der Kaiserlichen Werft in Kiel. Am 21. August 1908 wurde er zum Vizeadmiral befördert und am 29. Juni 1910 unter Verleihung des Charakters als Admiral zur Disposition gestellt.

### Leiter des Sonderkommandos Türkei im Ersten Weltkrieg

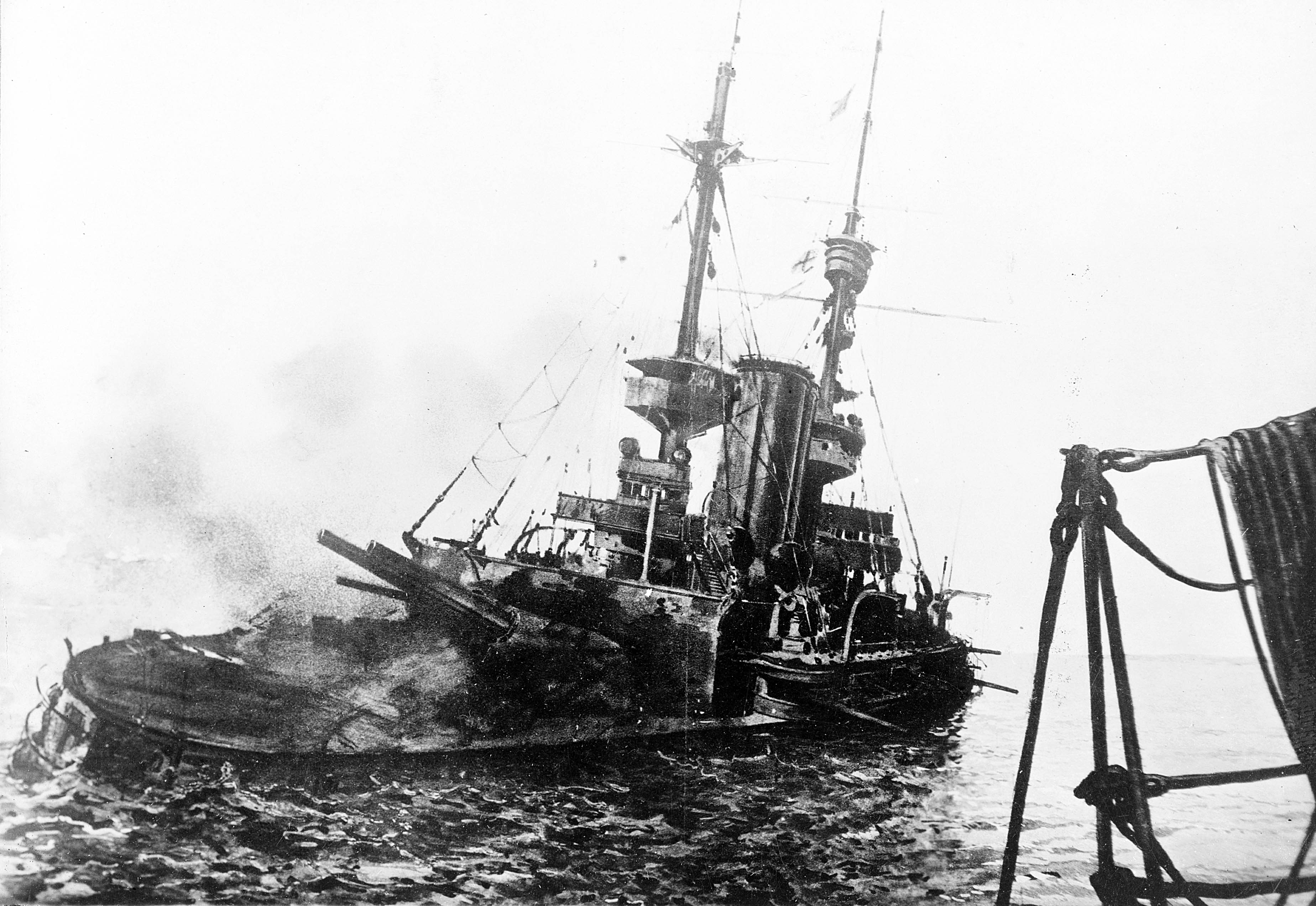
Das britische Linienschiff Irresistible sinkt nach Minentreffer in den Dardanellen

Im August 1914 wurde Usedom reaktiviert und als Leiter des Sonderkommandos Türkei nach Konstantinopel entsandt. Weil sich die Anzeichen für eine Operation der Triple Entente gegen die Dardanellen verstärkten und damit die Gefahr der Eroberung der Hauptstadt des Osmanischen Reichs wuchs, wurde Usedom im Einvernehmen mit der türkischen Regierung zum Oberbefehlshaber der Meerengen ernannt.
Die für diese Aufgabe verfügbaren Mittel waren äußerst gering, und Usedom behalf sich mit dem demonstrativen Ausbau von Küstenstellungen, teilweise ohne Personal für die Besetzung der weiter landeinwärts gelegenen Forts zu haben. Außerdem ließ er Minenfelder legen. Mitte Februar 1915 war es Usedom gelungen, die schwere Artillerie in den wichtigsten Forts entlang der Meerengen zu bemannen und ausgedehnte Minenfelder in den Meerengen legen zu lassen. Auf diesen Minen sanken im Verlauf der Dardanellenoperation unter anderem das französische Linienschiff Bouvet und die britischen Linienschiffe Irresistible und Ocean.
Den weiteren Verlauf der beginnenden Schlacht von Gallipoli bestimmte indes weniger Usedoms Wirken, als die Führung der türkischen Landstreitkräfte durch den deutschen General Otto Liman von Sanders. Nach dem Ende der Schlacht blieb Usedom bis zum Kriegsende in der Türkei und wurde im August 1915 mit dem Eichenlaub zum Pour le Mérite ausgezeichnet. Im Januar 1916 erhielt er das Patent als Admiral. Am 26. November 1918 trat er in den Ruhestand. Der Admiral war Rechtsritter des Johanniterordens.

### Familie
Guido von Usedom heiratete am 10. Mai 1892 in Kirchberg am Harz Leonie von Petersdorff-Campen (1863–1946), Tochter der Gutsbesitzerin Thusnelda von Campen (1836–1897) und des Leo von Petersdorff (1830–1904), hannoverscher Hauptmann, Gouverneur und Kammerherr in Mecklenburg-Strelitz. Das Ehepaar Leonie und Guido hatte drei Kinder: Luise (* 1893), Hans-Leo (* 1894), Leutnant z. S., vermisst seit 1918, und Leonie (* 1905). Seine Halbschwester Thekla von Usedom (1841–1917), aus erster Ehe des Vaters mit Malwine von Usedom-Freesen (1809–1844), war Priorin des Klosters Bergen auf Rügen.